# 구본준 (축구 선수)
구본준(2002년 3월 1일 ~ )는 대한민국의 축구 선수로, 포지션은 미드필더이다. 현재 K4리그 서울 노원 유나이티드 FC 소속이다.